# Алагузово
Алагу́зово (рос. Алагузово) — присілок у складі Кігинського району Башкортостану, Росія. Входить до складу Абзаєвської сільської ради.
Населення — 554 особи (2010; 521 в 2002).
Національний склад:
- башкири — 98 %

Стара назва — Алагуз.